# Предательница (фильм, 1977)
«Предательница» — советский фильм 1977 года режиссёра Никиты Хубова. Премьера состоялась 11 января 1978 года.
Наряду с профессиональными актёрами в фильме снялись реальные воспитанники интерната.

## Сюжет
Марии Александровне, воспитательнице в интернате, уже под сорок, и вот она наконец-то обретает возможность устроить личную жизнь. Но человек, с которым она хочет связать свою жизнь, живёт далеко, и ей предстоит расставание с её шестым классом — детьми, которым она заменила родителей. Дети по-разному ведут себя в этом нелёгком положении  — от альтруизма до внутреннего протеста и даже риска своей жизнью ради того, чтобы удержать любимую воспитательницу.

## В ролях
| Актёр              | Роль                                  |
| ------------------ | ------------------------------------- |
| Лариса Блинова     | Мария Александровна                   |
| Георгий Киянцев    | Лёша Сидоркин                         |
| Николай Смирнов    | Николай Андреевич, директор интерната |
| Игорь Кучин        | Коля Агеев                            |
| Игорь Курнев       | Саша Галкин                           |
| Лидия Драновская   | учительница                           |
| Майя Булгакова     | мама Саши Галкина                     |
| Наталья Хорохорина | учитель-воспитатель                   |
| Евгений Гуров      | дядя Коля                             |
| Клавдия Козлёнкова | учительница физкультуры               |
| Леонид Неведомский | жених Марии                           |
| Инна Выходцева     | учительница                           |
| Юлия Цоглин        | учительница                           |
| Лидия Князева      | эпизод                                |

## Съёмочная группа
- Режиссёр: Никита Хубов
- Сценарий: Людмила Дёмина, Валерий Дёмин, Никита Хубов
- Оператор: Михаил Якович
- Композитор: Евгений Крылатов

## Критика
Сергей Кудрявцев оценил фильм на 8 баллов.

«Предательница» (Никита Хубов) без экзальтации и надрыва показали детей, которых судьба лишила самого естественного из всех человеческих состояний любви. Это дети, от которых отказались родители. — журнал «Юность»,  №  296–301, 1980